# Saigō Takamori

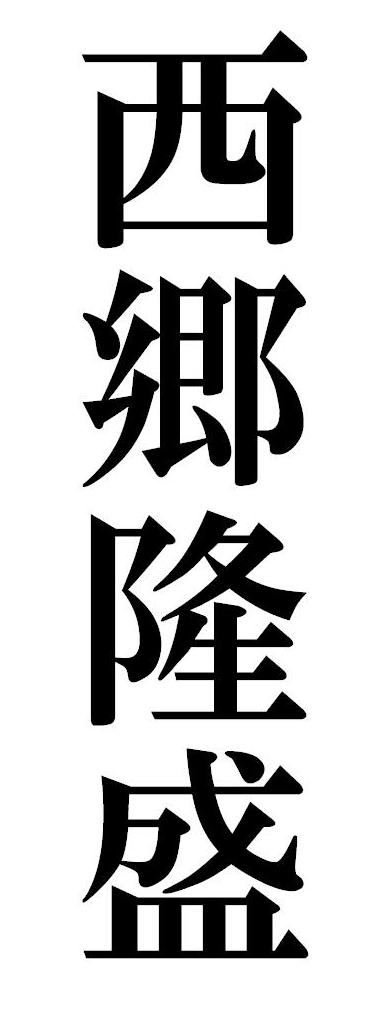
Chữ Kanji "Saigō Takamori".

Saigō Takamori (西郷 隆盛  (Tây Hương Long Thịnh) 23 tháng 1 năm 1828 – 24 tháng 9 năm 1877), nguyên danh là Saigō Takanaga (西鄉隆永 (Tây Hương Long Vĩnh)), là một trong những samurai giàu ảnh hưởng nhất trong lịch sử Nhật Bản, sống vào cuối thời kỳ Edo và đầu thời kỳ Minh Trị. Ông là thủ lĩnh của cuộc nổi dậy Satsuma năm 1877, được người đời tôn vinh là người võ sĩ samurai chân chính cuối cùng.

## Tuổi trẻ
Sinh ngày 7 tháng 12 âm lịch, năm Văn Chính thứ 11 (23 tháng 1 năm 1828), tại Kagoshima, phiên bang Satsuma (ngày nay là tỉnh Kagoshima), Saigō khởi nghiệp là một võ sĩ samurai cấp thấp. Ông được thuê đến Edo (Giang Hộ) năm 1854 để trợ giúp daimyō phiên bang Satsuma là Shimazu Nariakira trong việc hòa giải và thắt chặt mối quan hệ giữa Mạc phủ Tokugawa với triều đình (公武合体).
Tuy vậy, hoạt động của Saigō Takamori ở Edo đột ngột kết thúc với cuộc Thanh trừng Ansei của Tairo Ii Naosuke chống lại các hoạt động chống chính quyền Mạc phủ, và cái chết bất ngờ của Shimazu Nariakira. Saigō chạy trốn về Kagoshima, chỉ để bị bắt và bị đày đi đảo Amami Ōshima. Ông sớm được gọi lại năm 1861, và được cử đến kinh đô Kyoto để giải quyết các lợi ích của phiên mình với triều đình.

## Minh Trị Duy Tân
Khi nhận nhiệm vụ chỉ huy quân đội Satsuma đóng tại Kyoto, Saigō nhanh chóng kết thân với các samurai từ phiên Aizu chống lại lực lượng của phiên bang Chōshū đối nghịch, chống lại việc phiên bang này chiếm giữ Hoàng cung Kyoto trong Sự kiện Hamaguri Gomon. Tháng 8 năm 1864, Saigō là một trong các chỉ huy quân sự trong cuộc chinh phạt trừng trị phiên bang Chōshū vì sự kiện này do Mạc phủ tổ chức, nhưng ông bí mật đàm phán với lãnh đạo phiên bang Chōshū, sau này dẫn đến hình thành Liên minh Satcho. Khi Mạc phủ Tokugawa gửi một đạo quân chinh phạt Chōshū lần thứ hai vào tháng 8 năm 1864, phiên bang Satsuma vẫn giữ thái độ trung lập.

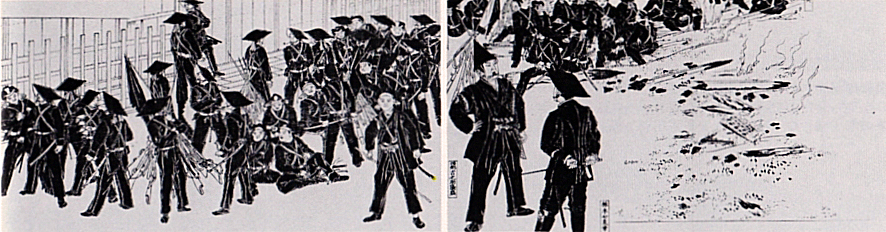
Saigo Takamori (đội mũ cao) kiểm tra quân đội phiên bang Chōshū trong trận Toba-Fushimi.

Tháng 11 năm 1867, Tokugawa Yoshinobu từ ngôi Sei-i Daishōgun, trao trả quyền lực cho Thiên hoàng Minh Trị, sách sử gọi là cuộc khôi phục uy quyền của Nhật hoàng. Tuy vậy, Saigō Takamori là một trong những người phản đối kịch liệt nhất giải pháp đàm phán, đòi nhà Tokugawa phải bị tước đoạt hết đất đai và địa vị đặc biệt. Thái độ không khoan nhượng của ông là một trong những lý do quan trọng của cuộc chiến tranh Boshin giữa quân đội Thiên hoàng và quân đội Mạc phủ sau này.
Trong chiến tranh Boshin, Saigō chỉ huy quân đội Thiên hoàng trong trận Toba-Fushimi, và dẫn quân đội Thiên hoàng tiến đến Edo, nơi ông chấp nhận sự đầu hàng của thành Edo từ Katsu Kaishu.

## Quan chức thời Minh Trị

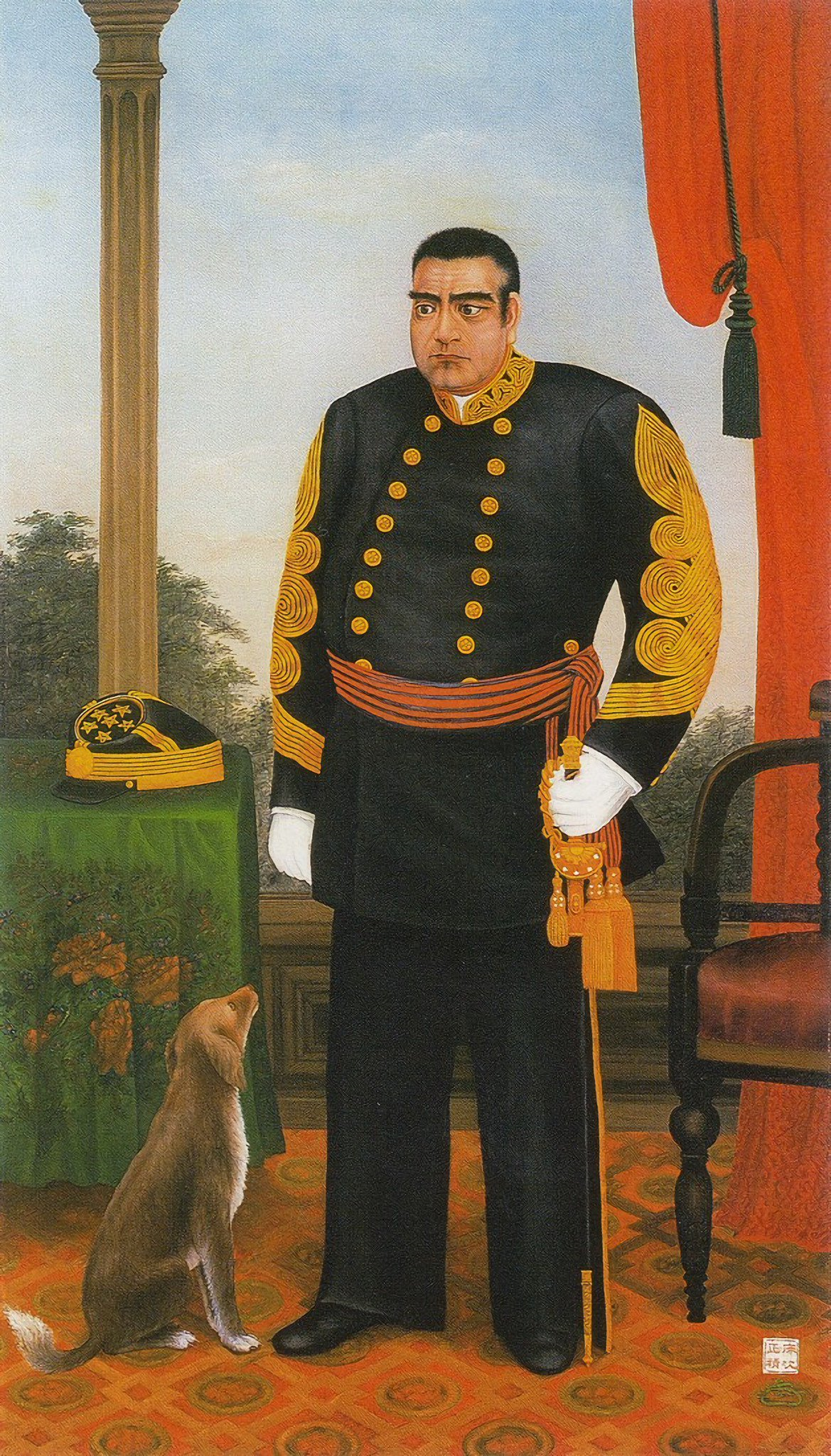
Saigo Takamori mặc quân phục.

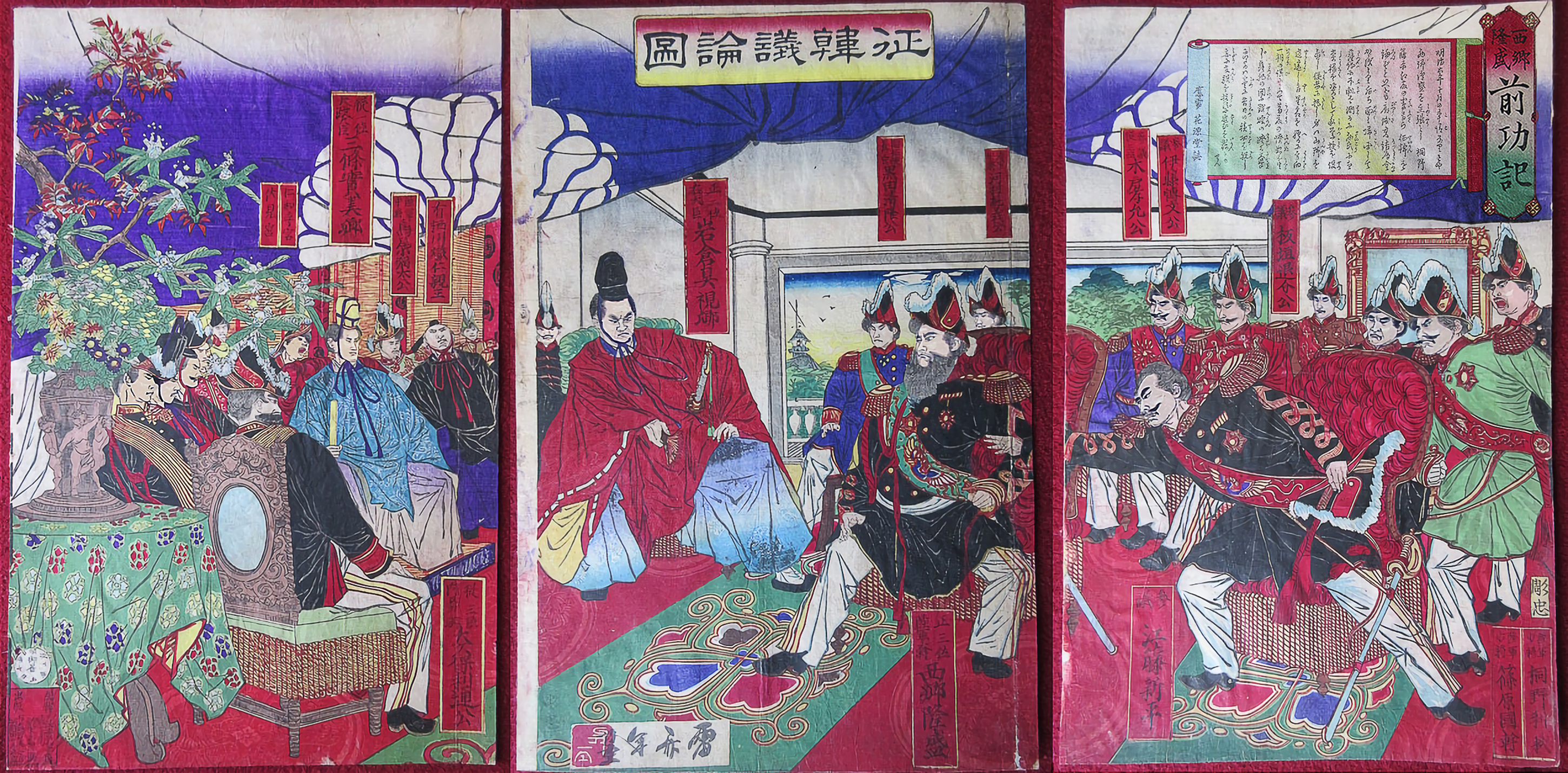
Cuộc tranh luận Seikanron. Saigo Takamori ngồi ở giữa, tranh vẽ năm 1877.

Mặc dù Okubo Toshimichi và những người khác năng động và giàu ảnh hưởng hơn trong việc thành lập triều đình Minh Trị, Saigō vẫn giữ vai trò trọng yếu, và sự hợp tác của ông là rất cần thiết trong việc phế phiên, lập huyện và thành lập quân đội theo nghĩa vụ. Bất chấp tiểu sử khiêm nhường của ông, năm 1871, ông được giao nhiệm vụ lãnh đạo triều đình trong lúc Iwakura Tomomi cùng một phái bộ sứ thần sang các nước phương Tây (1871 - 1872).
Saigō Takamori ban đầu là người chống đối việc hiện đại hóa Nhật Bản và mở cửa giao thương với phương Tây. Ông nổi tiếng với việc chống lại xây dựng hệ thống đường ray xe lửa, nhấn mạnh rằng tiền bạc nên chi vào việc hiện đại hóa quân đội.
Tuy vậy, Saigō đã nhấn mạnh rằng Nhật Bản nên khai chiến với nhà Triều Tiên trong cuộc tranh luận Seikanron năm 1873 do Triều Tiên từ chối công nhận tính hợp pháp của Thiên hoàng Minh Trị là người đứng đầu Đế quốc Nhật Bản, và sự đối xử măng tính lăng mạ đưa ra với công sứ Nhật Bản khi cố thiết lập quan hệ thương mại và ngoại giao. Một mặt, ông đề nghị được đi thăm Triều Tiên với tư cách cá nhân và tạo ra một cái cớ gây chiến bằng cách cư xử với thái độ sỉ nhục đến mức mà người Triều Tiên buộc phải giết ông. Tuy vậy, các lãnh đạo khác của Nhật Bản mạnh mẽ chống lại kế hoạch này, một phần vì tình hình ngân sách, và một phần vì nhận thấy sự yếu kém của nước Nhật nếu so với các nước phương Tây nhờ những gì họ đã chứng kiến trong thời kỳ phái đoàn Iwakura. Saigō từ bỏ mọi vị trí trong chính quyền của mình và trở về quê nhà Kagoshima.

## Nổi dậy thất bại và cái chết (1877)

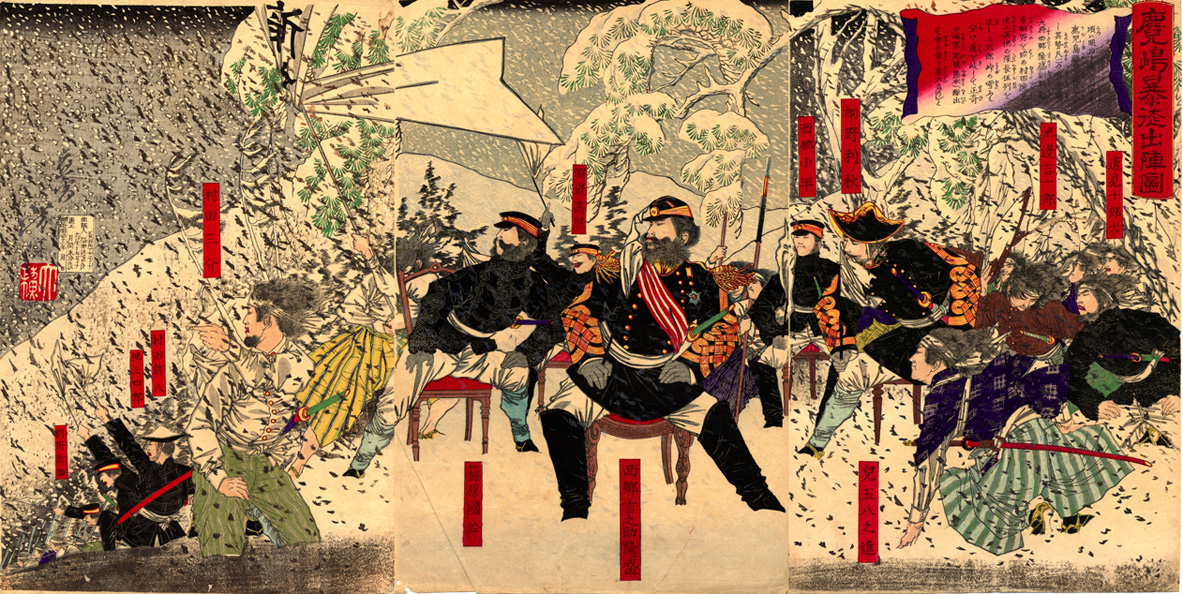
Saigō Takamori chuẩn bị chiến tranh.

Không lâu sau đó, một học viện quân sự tư nhân được thành lập ở Kagoshima cho các võ sĩ samurai trung thành cũng đã từ bỏ vị trí của mình để đi theo ông từ kinh đô Tōkyō. Những võ sĩ bất mãn này dần thống trị chính quyền Kagoshima, và do lo sợ một cuộc nổi loạn, triều đình cử một tàu chiến đến Kagoshima để dỡ vũ khí từ kho súng Kagoshima. Thật mỉa mai, chính hành động này đã khai mào cho các vụ giao chiến công khai, mặc dù sau việc bãi bỏ hệ thống trả lương gạo cho samurai năm 1877, sự căng thẳng đã lên rất cao. Mặc dù rất hốt hoảng vì cuộc nổi loạn này, Saigō bị thuyết phục miễn cưỡng lãnh đạo cuộc nổi dậy Satsuma chống lại triều đình trung ương (Chiến tranh Tây Nam).

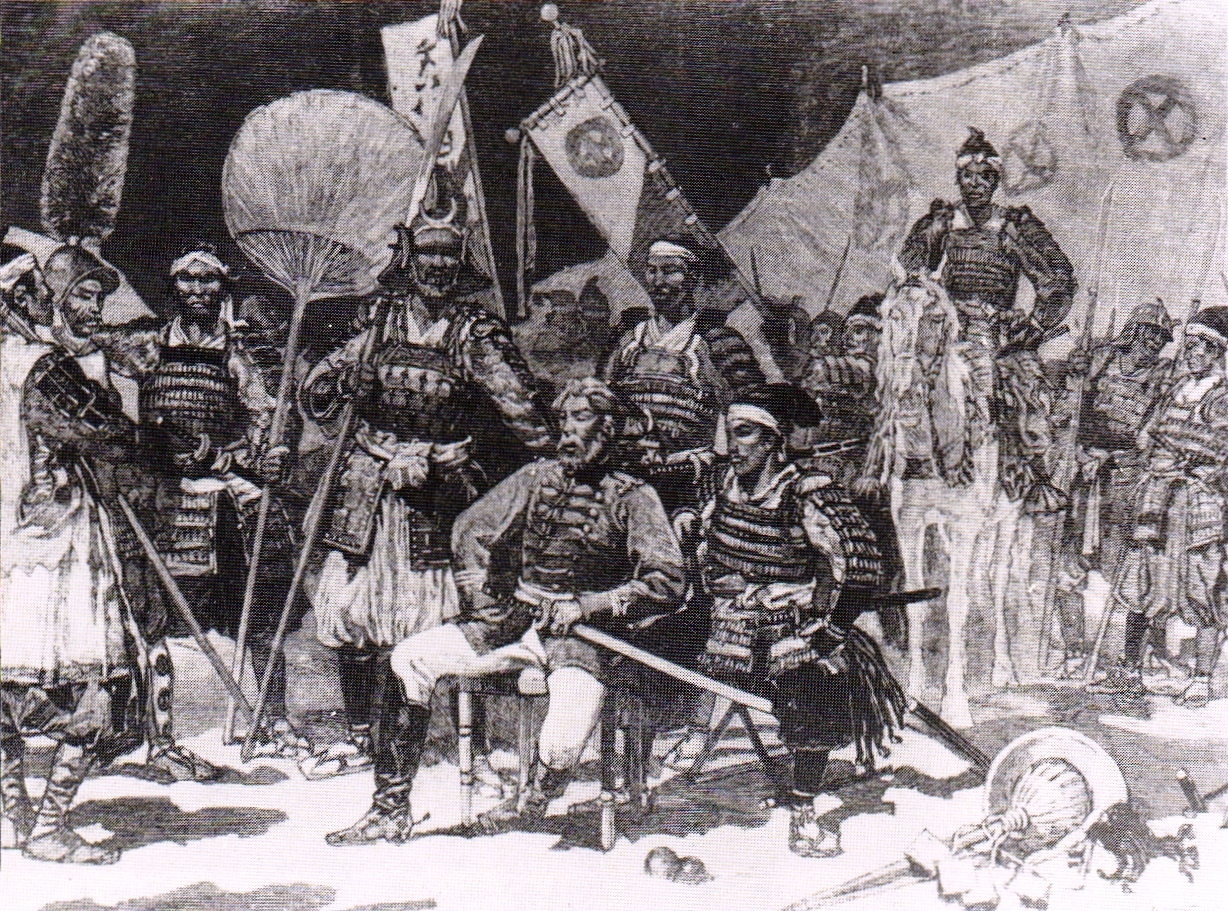
Saigō Takamori (ngồi, trong quân phục phương Tây), xung quanh là các tướng tá trong trang phục samurai. Bài báo trên Le Monde Illustré, 1877.

Cuộc nổi dậy bị đè bẹp sau vài tháng bởi một đội quân đông đảo bao gồm 300.000 sĩ quan samurai và binh lính nghĩa vụ dưới sự chỉ huy của Kawamura Sumiyoshi. Lục quân Đế quốc Nhật Bản hiện đại hơn về mọi mặt của chiến tranh, sử dụng pháo (howitzer) và trinh sát bằng khí cầu. Quân nổi dậy Satsuma có khoảng 40.000 quân, giảm xuống còn chỉ khoảng 400 trong trận cuối cùng Shiroyama. Mặc dù họ chiến đấu để bảo vệ vị trí của samurai, họ cũng sử dụng của các phương pháp quân sự phương Tây, súng, pháo; tất cả các miêu tả về Saigō Takamori đều tả ông trong bộ quân phục kiểu phương Tây. Cuối chiến tranh, do hết vũ khí và đạn dược, ông buộc phải quay lại sử dụng các chiến thuật gần như truyền thống và sử dụng kiếm, cung và tên.

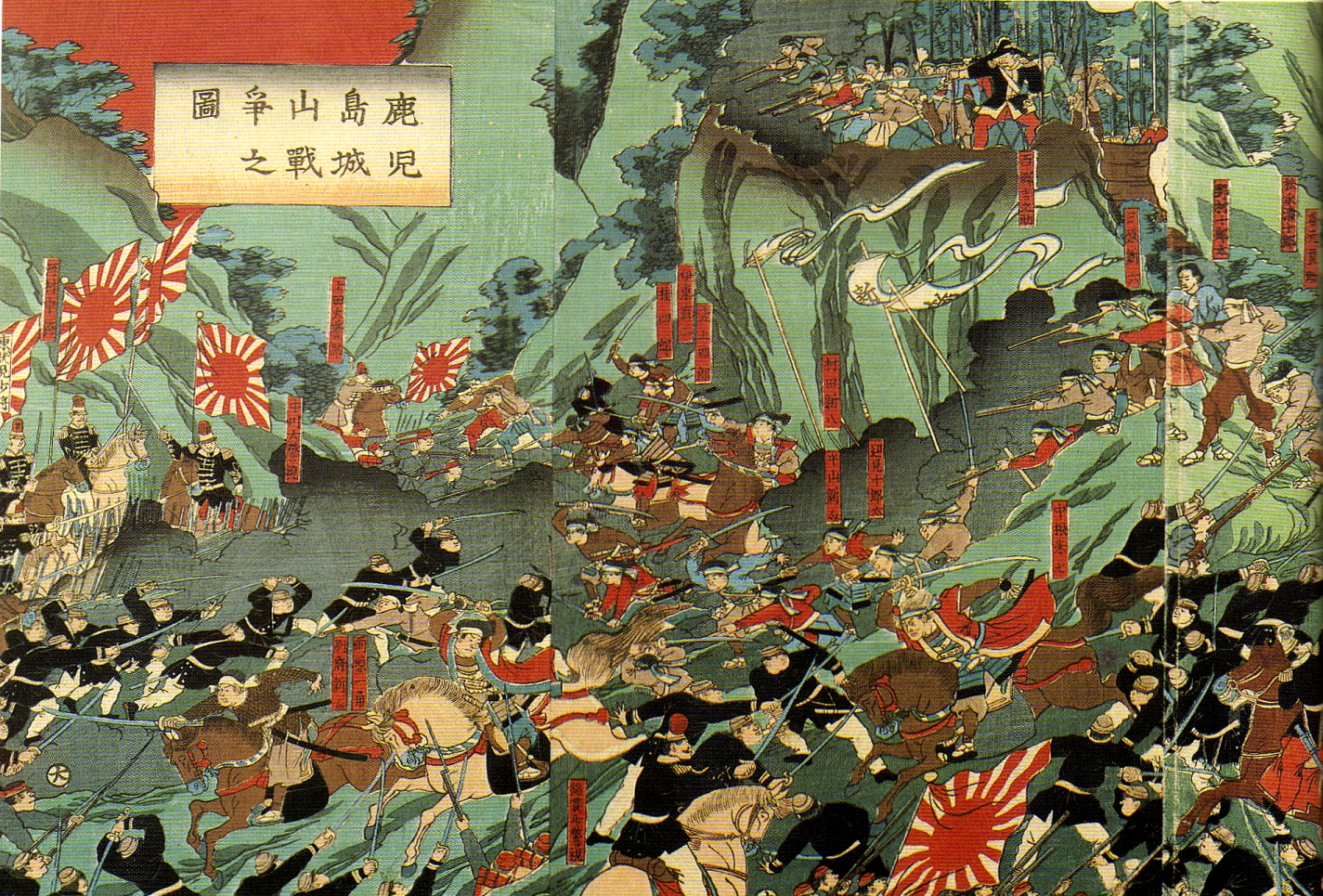
Saigo Takamori (phía trên bên phải) chỉ huy quân đội trong trận Shiroyama.

Việc ông đã chết như thế nào vẫn còn chưa được giải đáp. Tài liệu từ những thuộc hạ của ông nói rằng ông đã đứng thẳng mà thực hiện seppuku (mổ bụng tự sát) sau khi bị thương, hay yêu cầu một người cận thần trợ giúp cho việc tự sát của mình. Trong tranh luận, vài học giả đã cho rằng không phải là trường hợp này, và Saigō đáng lẽ đã bị shock vì vết thương của mình và mất khả năng nói. Vài người đồng đội sau khi thấy ông trong tình trạng này, có lẽ đã cắt đầu ông, giúp ông thực hiện cái chết của một võ sĩ mà họ biết là ông mong muốn. Sau này, họ nói rằng ông mổ bụng tự sát để bảo vệ vị thế của ông như một samurai chân chính. Không rõ là điều gì đã xảy đến với cái đầu của Saigo sau khi ông chết. Vài truyền thuyết nói rằng người hầu của Saigo đã giấu đầu của ông, và sau này bị quân lính của triều đình tìm thấy. Trong trường hợp này, chiếc đầu đã được quân đội chính phủ tìm lại và ráp với thân thể Saigo, được đặt cạnh xác hai cấp phó của mình là KIirino và Murata. Điều này được thuyền trưởng Mỹ Capen Hubbard chứng kiến. Bí ẩn về chiếc đầu không bao giờ được tìm ra.

### Thơ phú
Saigō Takamori - người đã cầm đầu cuộc nổi dậy Satsuma do chán ghét sự độc đoán của nhóm Phiên phiệt trong triều đình Nhật, đã sáng tác một bài thơ như sau:
大聲呼酒上高樓
雄気欲吞五大州
一片丹心三尺剣
揮拳先斬佞臣頭
Đại thanh hô tửu thướng cao lâu,
Hùng khí giục thôn ngũ đại châu,
Nhứt phiến đơn tâm, tam xích kiếm.
Huy quyền tiên trảm nịnh thần đầu.
Người Việt Nam đã nghe được bài thơ này. Có người đã nhầm lẫn rằng Itō Hirobumi là người sáng tác bài thơ đó. Các nho sĩ người Việt đã đọc bài thơ với thái độ khâm phục. Một số nho sĩ còn dịch bài thơ này ra tiếng Việt. Sau đây là một số bản dịch:
Hét lớn lên lầu đánh chén say,
Khí hùng như nuốt năm châu ngay.
Một mảnh lòng son ba thước kiếm,
Lấy đầu quân nịnh cho biết tay.
(theo bản dịch của Á Nam Trần Tuấn Khải)
Năm châu ngon lắm ớ bay!
Rượu đâu? Cho mỗ bước ngay lên lầu.
Lòng son, ba thước lưu cầu,
Ra tay trước hãy chém đầu thằng gian.
(theo bản dịch của Nguyễn Bá Học, viết theo kiểu lục bát)
.
Lớn tiếng gọi rượu trên cao lâu
Khí hùng giục nuốt năm đại châu
Một phiến lòng trong, ba thước kiếm
Vung chém thần gian, một chiếc đầu
(bản dịch của Đ.A)

## Huyền thoại về Saigō
Rất nhiều huyền thoại xuất phát từ Saigō Takamori, rất nhiều trong số đó không cho rằng ông đã chết. Nhiều người Nhật hy vọng ông sẽ trở về từ Ấn Độ thuộc Anh hay nhà Mãn Thanh (Trung Quốc), hoặc dong buồm về cùng Thái tử Nga là Aleksandr Aleksandrovich để lật đổ giới lãnh đạo bất công. Thậm chí người ta còn ghi nhận việc khuôn mặt ông xuất hiện trên một tảng thiên thạch vào cuối thế kỷ 19, một điềm gở cho các kẻ thù của ông. Ngay khi thất bại, ông đã trở thành biểu tượng của lòng dũng cảm, lòng trung nghĩa, và lòng yêu nước đối với dân tộc chủ nghĩa Nhật Bản.
Ban đầu, triều đình Thiên hoàng xem ông là một tên quan có tư tưởng phản nghịch. Tuy nhiên, không thể vượt qua sự bất mãn của người dân dành cho đạo đức samurai mẫu mực này, Thiên hoàng Minh Trị thương xót ông, đã tha thứ cho ông vào ngày 22 tháng 2 năm 1889. 12 năm sau khi Saigō Takamori qua đời, con trai ông được Thiên hoàng phong tước Hầu.

## Tượng đài ở công viên Ueno

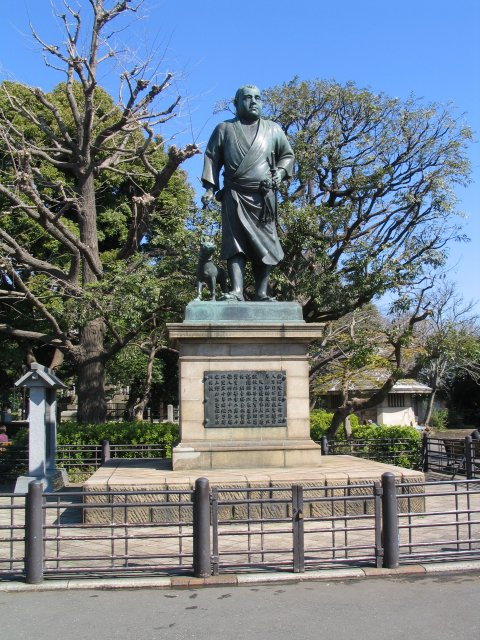
Tượng đài Saigō Takamori ở công viên Ueno

Bức tượng đồng nổi tiếng Saigō dắt con chó của mình được đặt tại Công viên Ueno, Tōkyō. Bức tượng được tạc bởi Takamura Koun, và được khánh thành vào ngày 18 tháng 9 năm 1898. Saigō gặp nhà ngoại giao Anh nổi tiếng Ernest Satow vào thập niên 1860, theo ghi chép trong cuốn "Một nhà ngoại giao ở Nhật Bản" sau này, và Satow cũng xuất hiện trong buổi lễ khánh thành như ghi trong nhật ký của ông.

## Trong văn hóa đại chúng
Cuộc chống trả cuối cùng của Saigō trước triều đình Minh Trị trong trận Shiroyama (1877) là nền tảng lịch sử cho bộ phim năm 2003 Võ sĩ đạo cuối cùng; Ken Watanabe đóng vai Saigō, mặc dù vai của ông trong phim lấy tên là Katsumoto.
Một phim hoạt hình có xuất hiện Saigō trong những cảnh cuối là anime năm 1985 Kamui no Ken.
Saigō là nhân vật phụ trong vở Kịch Taiga năm 2008 của NHK Atsuhime, diễn viên Ozawa Yukiyoshi.
Saigō được đề cập đến nhiều lần trong phần chiến tranh của manga Rurouni Kenshin của Nobuhiro Watsuki, mặc dù ông chưa bao giờ thực sự xuất hiện. Những lời cuối cùng của Katsura Kogoro (Kido Takayoshi) được cho là ‘Thế đã đủ chưa hả, Saigo?’ trong cuộc nổi dậy Satsuma.

## Link liên quan
- Saigo, Takamori | Chân dung các nhân vật chính trị Nhật Bản cận đại (Thư viện nghị viện quốc gia)